# As If It’s Your Last
„As If It’s Your Last” (kor. 마지막처럼 Majimakcheoreom) – singel południowokoreańskiej grupy Blackpink, wydany 22 czerwca 2017 roku przez wytwórnię YG Entertainment. Promował minialbum Blackpink.
Piosenka zadebiutowała na 1. miejscu listy Gaon Digital Chart. Został pobrany w Korei Południowej w liczbie ponad 1 429 854 kopii (stan na grudzień 2017).
Utwór został nagrany ponownie w języku japońskim i wydany 30 sierpnia 2017 roku na pierwszym japońskim minialbumie Blackpink.

## Tło i wydanie
W połowie maja 2017 roku przedstawiciele YG Entertainment potwierdzili, że Blackpink pracują nad czerwcowym comebackiem, a 5 czerwca ujawniono plany nakręcenia teledysku jeszcze w owym tygodniu. Tego samego dnia dyrektor generalny YG Entertainment, Yang Hyun-suk, opublikował zdjęcie Blackpink z planu filmowego nowego teledysku. Następnego dnia, 6 czerwca, ogłoszono prawdopodobną datę wydania nowej piosenki – między 15 a 20 czerwca.
13 czerwca 2017 roku YG Entertainment ujawniło zwiastun nowego singla i potwierdziło datę premiery – 22 czerwca. Następnie, od 16 czerwca do 18 czerwca, były publikowane zdjęcia każdej członkini zespołu. 19 czerwca ujawniono tytuł piosenki – „As If It’s Your Last” (kor. 마지막처럼 Majimakcheoreom), a także czas jej premiery – 22 czerwca o 18:00. Ponadto wyjaśniono, że utwór będzie niespodzianką dla fanów, podczas gdy Blackpink przygotowują się do kolejnego wydawnictwa z serii Square (po Square Two i Square One).
20 czerwca zwiastun teledysku został opublikowany zarówno na oficjalnym kanale Blackpink na YouTube oraz V Live. Następnego dnia ukazał się film zza kulis, a YG Entertainment zapowiedziało specjalny występ na żywo przez aplikację V App Naver o 20:00 KST w dniu premiery singla.

## Teledysk
22 czerwca, o 18:00 KST, piosenka „As If It’s Your Last” ukazała się na głównych portalach muzycznych w Korei Południowej, a jej teledysk został wydany na kanałach YouTube i V Live. W ciągu 17 godzin po premierze teledysk zyskał ponad 11 milionów wyświetleń w serwisie YouTube, stając się teledyskiem grupy K-popowym, który najszybciej przekroczył 10 milionów wyświetleń (rekord ustanowiony wcześniej przez „Not Today” BTS – 21 godzin).

## Lista utworów
| CD | CD                                                       | CD                              | CD                                    | CD                        | CD      |
| Nr | Tytuł utworu                                             | Tekst                           | Kompozycja                            | Aranżacja                 | Długość |
| -- | -------------------------------------------------------- | ------------------------------- | ------------------------------------- | ------------------------- | ------- |
| 1. | „As If It’s Your Last” (kor. 마지막처럼 Majimakcheoreom) | Teddy Park, BrotherSu, CHOICE37 | Teddy Park, FUTURE BOUNCE, Lydia Paek | FUTURE BOUNCE, Teddy Park | 3:33    |

## Notowania
| Lista                              | Najwyższa pozycja |
| ---------------------------------- | ----------------- |
| Gaon Weekly Digital Chart          | 3                 |
| Gaon Yearly Digital Chart (2017)   | 19                |
| Gaon Weekly Download Chart         | 2                 |
| K–Pop Hot 100                      | 2                 |
| Billboard World Digital Song Sales | 1                 |

## Nagrody w programach muzycznych
| Program        | Data          | Źródło |
| -------------- | ------------- | ------ |
| Inkigayo (SBS) | 2 lipca 2017  | [ 20 ] |
| Inkigayo (SBS) | 9 lipca 2017  | [ 21 ] |
| Inkigayo (SBS) | 16 lipca 2017 | [ 22 ] |